# Dokuceaieve, Krasnohvardiiske
Dokuceaieve (în ucraineană Докучаєве) este un sat în comuna Kolodeazne din raionul Krasnohvardiiske, Republica Autonomă Crimeea, Ucraina.

## Demografie
Componența lingvistică a localității Dokuceaieve
     Rusă (62,68%)
     Tătară crimeeană (23,69%)
     Ucraineană (11,53%)
     Belarusă (1,26%)
Conform recensământului din 2001, majoritatea populației localității Dokuceaieve era vorbitoare de rusă (62,68%), existând în minoritate și vorbitori de tătară crimeeană (23,69%), ucraineană (11,53%) și belarusă (1,26%).